# Eric Garner

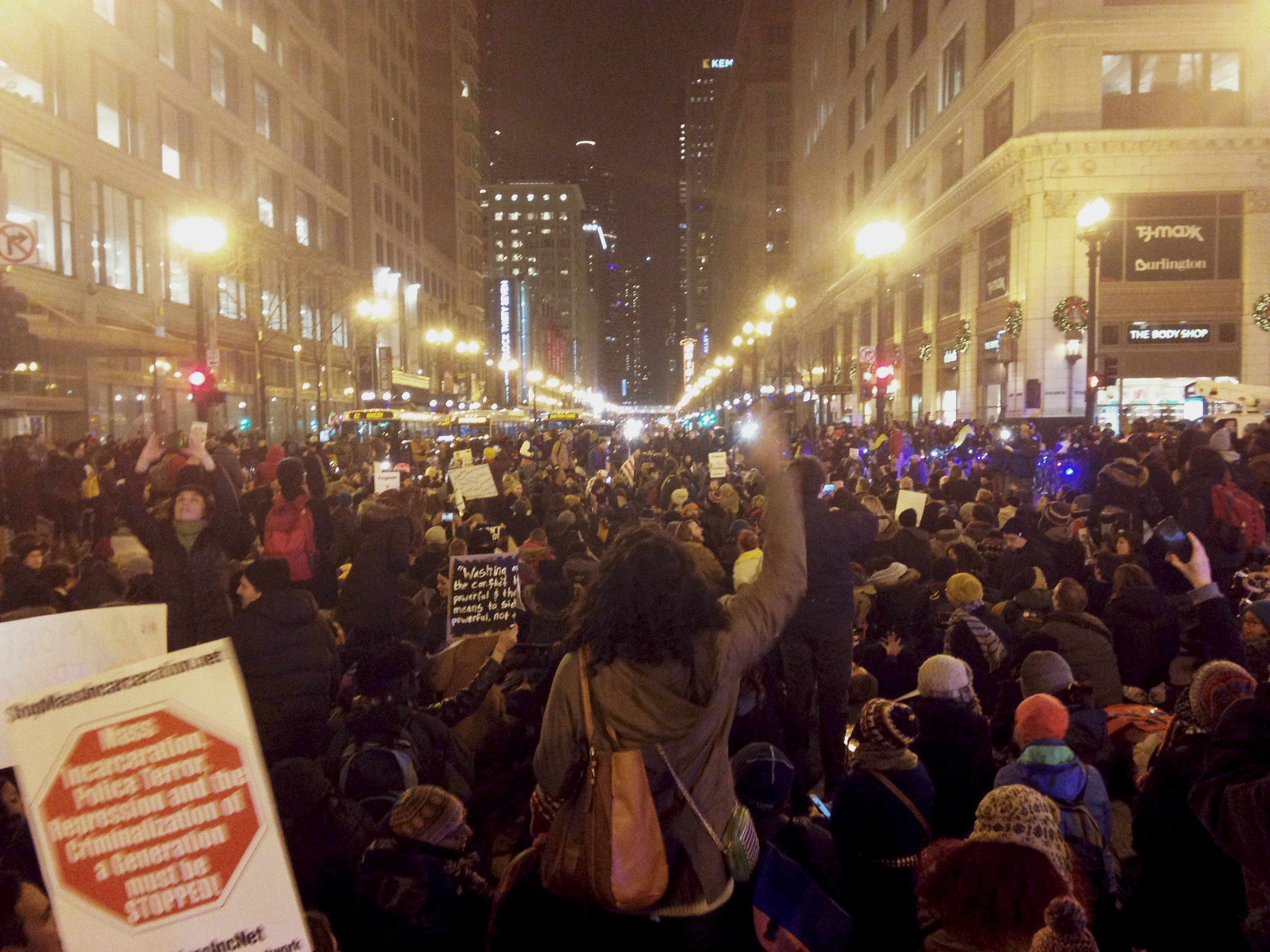
Protester mot polisvåld, som en reaktion på Eric Garners död. I Chicago den 4 december 2014

Eric Garner, född 15 september 1970, död 17 juli 2014 i Staten Island, New York, var en afroamerikansk man som avled efter ett polisingripande. Han dog efter att Daniel Pantaleo, en polis inom New Yorks poliskår, tog strypgrepp ("chokehold") på Garner medan han arresterade honom. Videor från händelsen genererade stor uppmärksamhet över hela USA och bidrog till att få upp frågor om polisvåld och rasism på den politiska dagordningen.
Poliser från New Yorks poliskår gick fram till Garner den 17 juli, med misstanken om att Garner sålde enstaka cigaretter från paket som saknade skattestämpel. Garner berättade för poliserna att han var trött på att bli trakasserad och att han inte sålde cigaretter, varpå poliserna försökte gripa honom. Garner gjorde motstånd vid gripandet, vilket ledde till att polisen Daniel Pantaleo brottade ner honom på marken. Medan Garner låg på marken upprepade han "jag kan inte andas" 11 gånger, samtidigt som han låg med ansiktet mot trottoaren. Efter att Garner hade förlorat medvetandet blev han liggande på trottoaren i väntan på ambulans. En timme efter att ambulansen hämtat honom förklarades han död på ett sjukhus.   
Läkaren som undersökte Garner bedömde att det rörde sig om ett mord eller dråp (homicide på engelska), eftersom läkaren menade att uppsåtliga handlingar från en eller flera andra personer hade orsakat Garners död. Vid en obduktion uppmärksammades tecken på att Garners död var konsekvensen av att både nacke och bröst var hoptryckta samtidigt som han låg ner på marken och blev fasthållen av polisen.